# Ariel–1
Ariel–1 (UK–1) az első angol műhold, ionoszféra kutató műhold. A műholdat nem önállóan kifejlesztett rakétával állították pályára.

## Küldetés
Fő feladata az ionoszféra kutatása, napfizikai kutatások a távoli ultraibolyában, az elektronsűrűség és elektron-hőmérséklet mérése. Anglia lett a harmadik ország a Szovjetunió és az Amerikai Egyesült Államok után, aki műholdat juttatott a világűrbe.

## Jellemzői
Készült a Brit Nemzeti Űrkutatási Bizottság megbízásából Amerikában, a Goddard Space Flight Center (GSFC) közreműködésével. Üzemeltetését a NASA hálózata végezte.
Megnevezései: UK–1(United Kingdom/Egyesült Királyság); S–51 (Science); COSPAR: 1962-015A; Kódszáma: 285.
1962. április 26-án a  Floridából, a  Cape Canaveral kilövőállomásról, az LC–17A (LC–Launch Complex) jelű indítóállványról egy Thor–Delta (320/D9) hordozórakétával állították alacsony Föld körüli pályára (LEO = Low-Earth Orbit). Az orbitális pályája 100,86 perces, 53,8 fokos hajlásszögű, elliptikus pálya perigeuma 397 kilométer, az apogeuma 1202 kilométer volt.
1959-ben az USA felajánlotta több baráti országnak, hogy a tudósaik által készített műholdakat pályára állítja. Anglia élt a lehetőséggel, megkötötték a szerződéseket. A kutatási programot, a szükséges műszereket igényelve az University College London, és az University of Birmingham tudósai készítették.
Forgás stabilizált űreszköz. A központi műszertartály formája henger, hossza 22, átmérője 58 centiméter. A hengeres testet lapos félgömbök zárták le. Tömege 62 kilogramm. Alul az űreszközhöz napelemeket (4 darab) rögzítettek 120 centiméter hosszú karok), éjszakai (földárnyék) energia ellátását kémiai akkumulátorok biztosították.
1962. július 9. és 1964. november 9. között energia ellátási problémák miatt csak részlegesen működhetett, majd befejezte szolgálatát.
1976. május 24-én 5142,2 nap (14,08 év) után belépett a légkörbe és megsemmisült.